# Cantó d'Andolsheim
El cantó d'Andolsheim (alsacià kanton Àndelse) és una divisió administrativa francesa situat al departament de l'Alt Rin i a la regió del Gran Est També forma part de la primera circumscripció de l'Alt Rin.

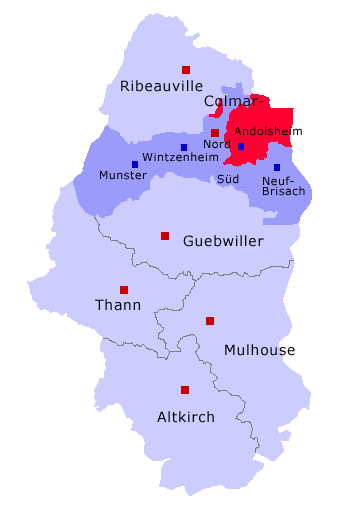
representació del cantó d'Andolsheim al districte de Colmar i al departament de l'Alt Rin

## Composició
El cantó aplega 18 comunes :
| Nom alsacià   | Nom francès   | Nom alemany    |
| Àndelse       | Andolsheim    | Andolsheim     |
| Ààrze         | Artzenheim    | Arzenheim      |
| Bàlze         | Baltzenheim   | Balzenheim     |
| Bíschwihr     | Bischwihr     | Bischweier     |
| Dírrenanze    | Durrenentzen  | Dürrenenzen    |
| Fortschwihr   | Fortschwihr   | Fortschweier   |
| Grüsse        | Grussenheim   | Grussenheim    |
| Holzwihr      | Holtzwihr     | Holtzweier     |
| Horwrig-Wihr  | Horbourg-Wihr | Horburg-Weier  |
| Hüse          | Houssen       | Hausen         |
| Jebse         | Jebsheim      | Jebsheim       |
| Kuene         | Kunheim       | Kunheim        |
| Munze         | Muntzenheim   | Munzenheim     |
| Riedwihr      | Riedwihr      | Riedweier      |
| Sundhofe      | Sundhoffen    | Sundhoffen     |
| Ürsche        | Urschenheim   | Urschenheim    |
| Wickerschwíhr | Wickerschwihr | Wickerschweier |
| Widsole       | Widensolen    | Widensolen     |

## Conseller general de l'Alt Rin
- 2004-2010: Éric Straumann
- 1998-2004: Constant Goerg